# Elspeth Huxley
Elspeth Josceline Huxley CBE (* 23. Juli 1907 in Bayswater, London, als Elspeth Josceline Grant; † 10. Januar 1997 in Tetbury, Gloucestershire) war eine britische Schriftstellerin und Journalistin.

## Leben
Elspeth Grant wurde im Sommer 1907 im Londoner Stadtteil Bayswater als Tochter des Offiziers der Royal Scots Josceline Charles Henry Grant (1873–1947) und seiner Ehefrau Hon. Eleanor Lilian Grosvenor (1885–1977) geboren. Mütterlicherseits war ihr Großvater der Politiker Richard Grosvenor, 1. Baron Stalbridge (1837–1912). 1912 wanderten ihre Eltern nach Britisch-Ostafrika, das heutige Kenia, aus, um nahe der Stadt Thika eine Kaffeeplantage zu gründen. Elspeth folgte ihnen ein Jahr später nach und wurde zunächst von ihrer Mutter zuhause unterrichtet. Nach dem Ausbruch des Ersten Weltkriegs wurde ihr Vater eingezogen und der Rest der Familie kehrte 1915 nach England zurück, wo Elspeth auf ein Internat in Aldeburgh, Suffolk, geschickt wurde. Die Zeit dort empfand sie als sehr unglücklich und als ihre Eltern nach Kriegsende wieder nach Britisch-Ostafrika zurückkehrten, provozierte sie ihren Rauswurf, um wieder nach Afrika zu dürfen. Da die Kaffeeplantage jedoch unprofitabel war, veräußerten ihre Eltern das Geschäft und wagten 1923 mit einer Farm nahe Njoro im Rift Valley einen Neuanfang. Ein Taschengeld verdiente sich Elspeth als Polo-Korrespondentin des East African Standard. Zunächst wieder zuhause unterricht, besuchte sie später für ein Jahr eine britische Schule in Nairobi, bevor sie 1925 ein Studium der Agrarwissenschaften an der University of Reading begann. Wenngleich sie Afrika danach regelmäßig besuchte, kehrte sie nie dauerhaft zurück. Mit ihrer Mutter hielt sie lebenslang Briefkontakt; den Briefwechsel veröffentlichte sie in editierer Form nach dem Tod ihrer Mutter unter dem Titel Nellie: Letters from Africa (1980).
Nach dem Abschluss ihres Studiums in Reading studierte Grant für ein Jahr an der Cornell University in den USA, bevor sie 1929 eine Stelle als Pressesprecherin beim Empire Marketing Board annahm, einem staatlichen Gremium zur Förderung des Kolonialhandels. Dort begegnete sie Gervas Huxley (1894–1971), als Cousin des Schriftstellers Aldous Huxley und des Biologen Julian Huxley ein Spross der Huxley-Familie, den sie im Dezember 1931 heiratete. Ihr Ehemann arbeitete später für das International Tea Market Expansion Board und unternahm daher viele Reisen durch die britischen Kolonien, auf denen Elspeth ihn begleitete. Immer mehr beschäftigte sie sich mit dem Schreiben, das sie als neue Quelle ihres Lebensunterhaltes für sich erschloss. Anfang der 1930er Jahre erhielt sie den Auftrag, eine Biografie des Kolonialisten und Politikers Hugh Cholmondeley, 3. Baron Delamere zu verfassen, die sie 1935 in zwei Bänden unter dem Titel White Man’s Country: Lord Delamere and the Making of Kenya publizierte. Das Buch etablierte sich als Standardwerk für die frühe Kolonialgeschichte von Britisch-Ostafrika und brachte Huxley den Ruf einer inoffiziellen Wortführerin der britischen Siedler in Britisch-Ostafrika ein. Da die Biografie auf Wunsch von Cholmondeley nur die Perspektive der britischen Siedler in Kenia wiedergab, begann sich Huxley auch für die Sichtweise der einheimischen Bevölkerung zu interessieren. Mit ihrer Mutter besuchte sie daher ein Reservat der Kikuyu, woraus der 1939 publizierte Roman Red Strangers entstand. Zwischenzeitlich veröffentlichte sie drei Detektivromane, die sie auf den Reisen ihres Ehemannes verfasst hatte. Weitere Romane sowie einen Reisebericht (The Sorcerer’s Apprentice, 1948) verfasste sie in den nächsten Jahren.
1938 erwarb das Ehepaar Huxley einen Bauernhof in Oaksey nahe Malmesbury in Wiltshire, der für die nächsten Jahrzehnte zu Huxleys Lebensmittelpunkt wurde. Auch große Teile des Zweiten Weltkriegs verbrachte sie dort, wenngleich sie zeitweise in der BBC und dem mit Kriegspropaganda beauftragten Informationsministerium sowie als Verbindungsoffizierin im Colonial Office diente. 1944 publizierte sie gemeinsam mit der Historikerin Margery Perham unter dem Titel Race and Politics in Kenya ein Streitgespräch über die Verteilung politischer Kompetenzen in den Kolonien; während sich Perham für eine starke Stellung des Colonial Office einsetzte, argumentierte Huxley, dass den Siedlern über eine Verfassung mehr Autonomie zugesichert werden solle, da sie die Gegebenheiten vor Ort besser kennen würden als Beamte in London. Darüber hinaus trat Huxley seit diesen Jahren verstärkt als Befürworterin einer stärkeren Einbeziehung der einheimischen Bevölkerung in Kenia auf; unter anderem initiierte sie die Gründung des East African Literature Bureau, um die Alphabetisierung der einheimischen Bevölkerung zu verbessern, und forderte die Gründung multiethnischer politischer Parteien. Parallel veröffentlichte Huxley in den 1940er und 1950er Jahren diverse Artikel über Afrika in verschiedenen britischen und US-amerikanischen Zeitungen und Magazinen und war von 1951 bis 1961 Teil der BBC-Radiodiskussionssendung The Critics. Von 1952 bis 1959 gehörte sie zudem dem General Advisory Council der BBC an. Von 1959 bis 1960 war sie Teil der Monckton-Kommission über die Zukunft der Föderation von Rhodesien und Njassaland.  Für ihr Engagement in und um Afrika wurde sie 1962 zum Commander des Order of the British Empire ernannt.
In den späten 1950er Jahren begann Huxley erneut, sich schriftstellerisch auf Kenia zu konzentrieren. 1957 publizierte sie unter dem Titel No Easy Way eine Geschichte der Kenya Farmers’ Association, gefolgt von dem halbautobiografischen Roman The Flame Trees of Thika (1959) und dessen Fortsetzung The Mottled Lizard (1962). Diese beiden Romane wurden ein Publikumserfolg und 1981 für das britische Fernsehen verfilmt. Ein zweiter Bericht ihrer Reisen durch Afrika folgte 1964 unter dem Titel Forks and Hope, in dem sie auch Kenias Weg in die Unabhängigkeit analysierte. In mehreren Zeitungsartikeln verteidigte sie in Reaktion auf solche Unabhängigkeitsbemühungen die europäischen Siedler, verfasste aber nach der Unabhängigkeit  klarsichtige Analysen über die politischen und gesellschaftlichen Probleme jener früheren Kolonien. Verstärkt wandte sie sich jedoch anderen Themen zu: 1965 veröffentlichte sie unter dem Titel Brave New Victuals eine Diskussion möglicher Risiken der modernen Lebensmittelproduktion. 1967 veröffentlichte sie den Bericht einer Reise durch Australien. Ihr Spätwerk zeichnet sich besonders durch Biografien aus, unter anderem über den Entdecker David Livingstone, die Krankenschwester und Statistikerin Florence Nightingale und den Antarktisforscher Robert Falcon Scott. 1985 publizierte sie eine Anthologie von Geschichten früher europäischer Siedler in Ostafrika mit dem Titel Out in the Midday Sun: My Kenya (1985). Ihr letztes Werk, eine Biografie von Scotts Sohn, dem Ornithologen, Maler und Naturschützer Peter Markham Scott, erschien 1993. Insgesamt publizierte sie mehr als 30 Bücher.
Von 1947 bis 1977 diente Huxley in ihrer englischen Heimat als Friedensrichterin. Im Frühjahr 1971 verkauften die Huxleys ihren Bauernhof in Oaksey und zogen in ein nahes Cottage, wo ihr Ehemann kurz darauf starb. Eine lebenslange Freundschaft verband sie seit 1938 mit dem Naturschützer George Adamson, dessen Berufung zum Wildschützer in Kenia Huxley ausgelöst hatte. Die Bitte, eine Biografie der von Adamson und seiner Ehefrau Joy großgezogenen Löwin Elsa zu schreiben, lehnte Huxley ab und ermunterte stattdessen Joy, selbst tätig zu werden. In ihrem letzten Eintrag im Who’s Who gab Huxley ihre Hobbys mit „Ausruhen und Tratschen“ an. Huxley verstarb 1997 einige Monate vor ihrem 90. Geburtstag in einem Pflegeheim in Tetbury in Gloucestershire. Sie hinterließ einen Sohn und drei Enkelsöhne.

## Werke (Auswahl)
Sachliteratur
- White Man’s Country: Lord Delamere and the Making of Kenya. Zwei Bände. Macmillan, London 1935.
- mit Margery Perham: Race and Politics in Kenya: A Correspondence. Mit einem Vorwort von Lord Lugard. Faber & Faber, London 1944.
- The Sorcerer’s Apprentice Chatto and Windus, London 1948.
- No Easy Way. Kenya Farmers’ Association, Nairobi 1957.
- Suki: A Little Tiger. Mit Fotografien von Laelia Goehr. Chatto and Windus, London 1964.
- Forks and Hope: An African Notebook Chatto and Windus, London 1964.
  - Zwischen Magie und Macht : Notizen aus Ostafrika. Übersetzt von Ursula Gmelin. Kohlhammer, Stuttgart 1965.
- Brave New Victuals: An Inquiry Into Modern Farm Production. Mit einem Vorwort von Peter Scott. Chatto and Windus, London 1965.
  - Eisbein mit Sauerkraut und Gift: Sind unsere Lebensmittel gesundheitsschädlich? Übersetzt von Jutta und Theodor Knust. S. Mohn, Gütersloh 1967.
- Their Shining Eldorado: A Journey through Australia. Chatto and Windus, London 1967.
- The Challenge of Africa (= Encyclopedia of Discovery and Exploration, Band 12). Aldus, London 1971. ISBN 0-490-00231-5.
  - Afrika, eine Herausforderung. Christoph-Columbus-Verlag, Gütersloh 1971.
- Livingstone and his African Journeys. Weidenfeld and Nicholson, London 1974. ISBN 0-297-76573-6.
- Florence Nightingale. Putnam, London 1975. ISBN 0-296-76771-9.
- Scott of the Antarctic. Weidenfeld and Nicholson, London 1977. ISBN 0-297-77433-6.
- Out in the Midday Sun: My Kenya. Chatto and Windus, London 1985. ISBN 0-7011-3975-7.
  - In der Hitze des Mittags: Rückkehr nach Afrika. Übersetzt von Friedrich A. Hofschuster. Lübbe, Bergisch Gladbach 1989. ISBN 3-404-11381-0.
- Peter Scott: Painter and Naturalist. Mit einem Vorwort von David Attenborough. Faber & Faber, London 1993. ISBN 0-571-16146-4.

Romane
- Murder at Government House. Methuen, London 1937.
- Murder on Safari. Methuen, London 1938.
  - Die Stunde des Leoparden. Übersetzt von Friedrich A. Hofschuster. Lübbe, Bergisch Gladbach 1989. ISBN 3-404-11510-4.
- Death of an Aryan. Methuen, London 1939.
- Red Strangers. Chatto and Windus, London 1939.
- The Walled City. Chatto and Windus, London 1948.
- The Red Rock Wilderness. Chatto and Windus, London 1957.
  - Der Felsen von Bamili. Übersetzt von Friedrich A. Hofschuster. Lübbe, Bergisch Gladbach 1988. ISBN 3-404-11345-4.
- The Flame Trees of Thika: Memories of an African Childhood. Chatto and Windus, London 1959.
  - Die Grashütte: Roman aus Erinnerungen. Übersetzt von Felix Berner. Deutsche Verlags-Anstalt, Stuttgart 1961.
  - Die Flammenbäume von Thika: Erinnerungen an eine Kindheit in Afrika. Übersetzt von Friedrich A. Hofschuster. Lübbe, Bergisch Gladbach 1988. ISBN 3-404-11269-5.
- The Mottled Lizard Chatto and Windus, London 1962.
  - Der Eidechsenpfad: Eine Jugend in Afrika. Übersetzt von Friedrich A. Hofschuster. Lübbe, Bergisch Gladbach 1988. ISBN 3-404-11310-1.

Briefe
- Nellie: Letters from Africa. Weidenfeld and Nicholson, London 1980. ISBN 0-297-77706-8.